# Кассель, Анна
Анна Мария Аугуста Кассель (швед. Anna Maria Augusta Cassel; 15 марта 1860 — 18 февраля 1937, Стокгольм) — шведская художница.
Анна Кассель была дочерью управляющего компанией Пера Аугуста Касселя и Жозефины Рамберг и принадлежала к богатой семье. Она жила с матерью и тремя из четырёх своих сестер (Лоттен, Эммой и Элин) на Энгельбректсгатан, 31 в Стокгольме. Кассель писала преимущественно пейзажи Норрланда, Сконе, Вестманланда и окрестностей Стокгольма, выполненные маслом или темперой.
Художница Хильма аф Клинт была близкой подругой Анны Кассель. В 1878 году она начала учиться в Слёйдсколане, за год до того, как она сменила название на Техническую школу (теперь известная как Констфак), где они впервые и встретились. Они продолжали учиться вместе в Стокгольмской академии изящных искусств. Эти две женщины разделяли большой интерес к движению спиритуалистов. Анна Кассель была членом общества Эдельвейс одновременно с Хильмой аф Клинт. В 1904 году она стала членом теософской ложи Стокгольма, куда с 1895 года также входила её сестра Лоттен Кассель. В 1896 году Анна Кассель и Хильма аф Клинт основали спиритуалистическую группу «Пять» (швед. De Fem). Сигрид Хедман, Матильда Нильссон и её сестра Корнелия Седерберг также входили в эту группу. В результате проводимых ими сеансов была создана серия этюдников с изображением религиозных сцен и символов, созданных этой группой коллективно. Их техника рисования развивалась таким образом, что абстрактные узоры, зависимые от свободного движения руки, становились видимыми.
Группа «Пять» перестала собираться в 1907 году. Некоторые из её членов работали с Хильмой аф Клинт над «Картинами для храма». В новообразованной спиритуалистической группе Анна Кассель играла ключевую роль в отсутствии Хильмы аф Клинт. Анна Кассель также помогала финансово Хильме аф Клинт на протяжении большей части её жизни. Помимо прочего, она спонсировала её новую студию, построенную на острове Мунсё недалеко от Стокгольма, которая была открыта в 1917 году. Именно там хранились картины Хильмы аф Клинт, когда та умерла.